# Spijkereik

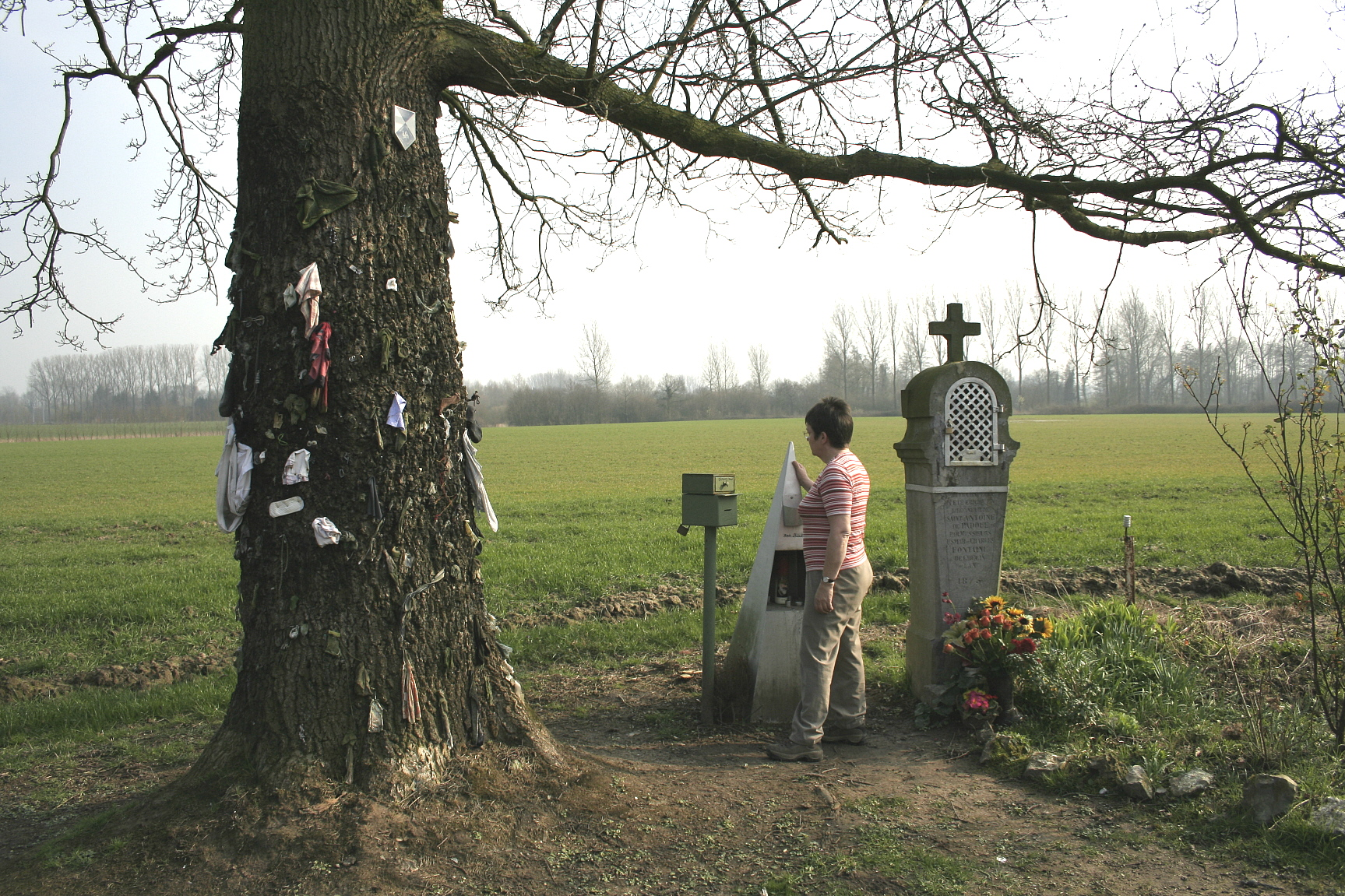
De Spijkereik met kapel

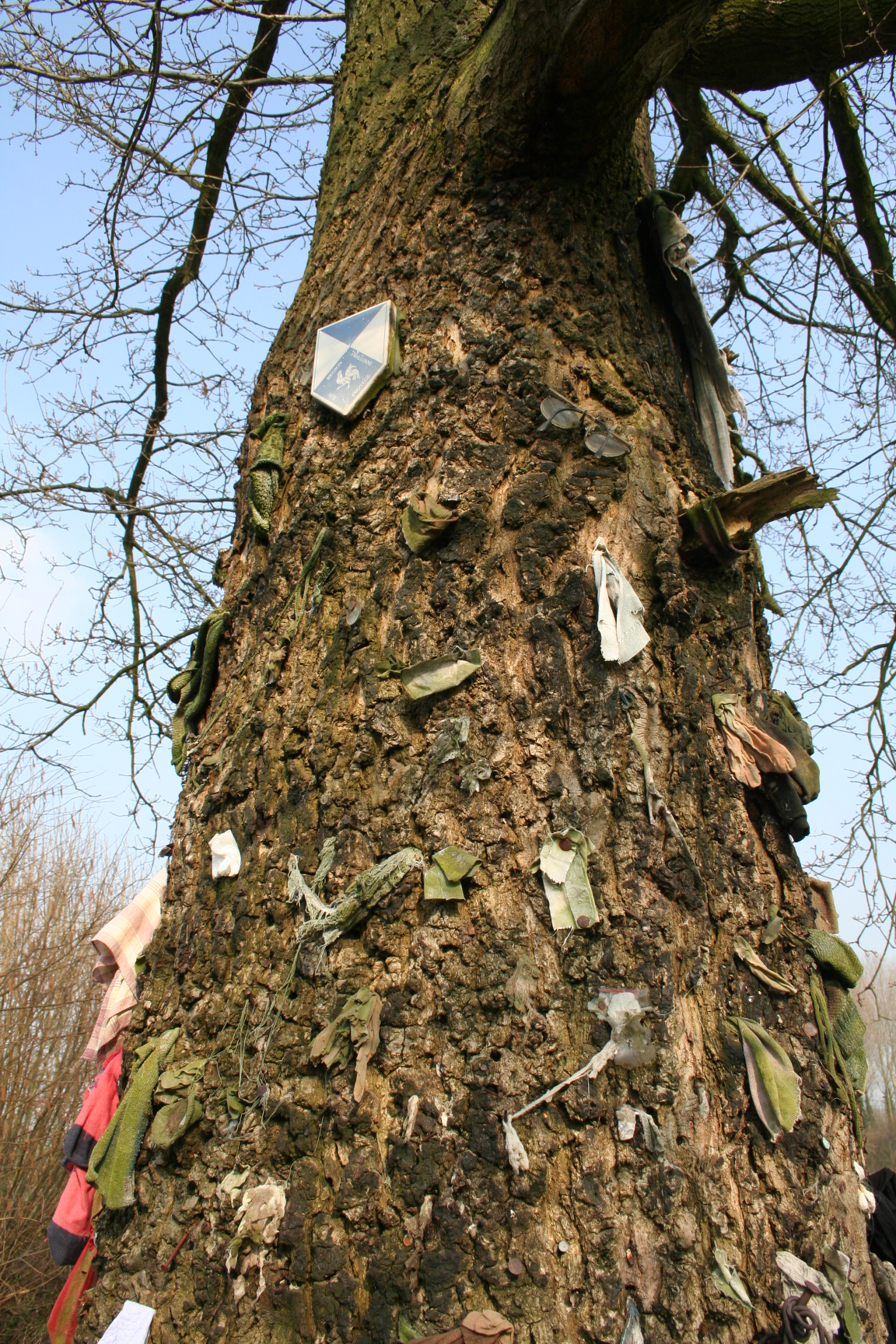
De stam van de boom

De Spijkereik (Frans: Chêne à clous) of Eik van Saint-Antoine in de gemeente Jurbeke is een spijkerboom en tevens lapjesboom gesitueerd ten noordwesten van Erbaut en ten noordoosten van Herchies in de Belgische provincie Henegouwen. De boom wordt gebruikt om genezing af te dwingen voor huidziekten, met name voor steenpuisten, waarbij mensen die zo'n ziekte onder de lede hebben hun wonde(n) inwrijven met een doek, die ze vervolgens met een spijker aan de boom bevestigen. Met de tijd vergaan de doeken en blijven de spijkers in de boom achter.
Naast de boom staat de Sint-Antonius van Paduakapel, een niskapel.